# Iwaczów Dolny
Iwaczów Dolny – wieś na Ukrainie w rejonie tarnopolskim należącym do obwodu tarnopolskiego.